# Go Seigen
Wu Čching-jüan (吳清源) (12. června 1914 – 30. listopadu 2014) známější pod japonskou verzí svého jména Go Seigen (呉清源), byl v Číně narozený japonský mistr go. Je uznávaný komunitou hráčů go jako nejlepší hráč go 20. století, některými i jako nejlepší hráč celé historie.

## Životopis

### Mládí
Go se narodil 12. června 1914 v Min-chou, provincii Fu-ťien na jihovýchodě Číny do dobře situované rodiny Wu. Jeho první setkání s hrou se událo ve věku 9 let, což je ve srovnání s dalšími mistry go relativně pokročilý věk (Honinbó Dósaku začal studovat v 7 letech a Honinbó Šúsaku před 6. rokem života). Pro hru jej nadchl jeho otec, který dostával během svých studií v Japonsku lekce go od Honinbó Šuha. Go se hned od počátku do hry zamiloval, začal horlivě studovat a přehrával záznamy starých her klasických čínských a posléze japonských mistrů. Díky neustálému studování, kdy držel knihu se zápisem v levé ruce a kameny kladl pravou došlo k deformaci jeho levého ukazováku ohnutím nazad. Go začal velmi rychle ve hře vynikat a brzy se stal po Fu-ťienu známým jako zázračné dítě go. Významný podíl na jeho pověsti měl zápas s Fu-ťienským mistrem Lin, který byl zorganizován pro určení Goovy síly. Lin byl ve střední hře mladým Goem drtivě poražen. Potom, co Goův otec v roce 1924 zemřel na tuberkulózu, rodina Wu se dostala do finančních potíží. Matka Goa využila zálibu místního vlivného vojevůdce Duana ve hře go a sjednala schůzku. Duan shledal v setkáních s Goem zalíbení a začal mu platit 100 jüanů měsíčně, což zajistilo rodinný příjem. Další důležitou postavou byl obchodník se starožitnostmi Yamasaki, který rozpoznal Goův talent a chtěl Goovi umožnit odchod do Japonska. Začal jej proto zvát k sobě domů, kde Go začal dostávat lekce japonštiny od Yamasakiho ženy.
Ve 12 letech, méně než 3 roky od prvního seznámení s hrou, byl Go už na profesionální úrovni, což víme díky záznamům jeho her v Pekingu proti japonskému hráči Iwamotu Kaoruovi, 6p v roce 1926. První hru s ním Go sehrál s hendikepem 3 kamenů vyhrál ji. Druhou hru dostal náskok pouze kameny dva a prohrál ji o 2 body (jeden kámen). Další rok zvládl remizovat v dvouzápasovém utkání proti dalšímu japonskému profesionálovi Inoue Kohei, 5p. Inoue Kohei po svém návratu domů zpravil Nihon Ki-in o Goově síle, načež si slavný hráč Segoe Kensaku, Goův pozdější učitel, začal dopisovat s Yamasakim o Goově budoucím pobytu v Japonsku.

### Pobyt v Japonsku
Go na základě pozvání Kihačira Ókury, ředitele Nihon Ki-in a Cujoši Inukaie v roce 1928 imigroval do Japonska a začal pracovat na své profesionální kariéře. Go uzavřel kontrakt na 2 roky, jeho plat byl stanoven na 200 jüanů měsíčně, protože s ním přicestovala i jeho matka a nejstarší bratr, byl nakonec zvýšen na 300 jüanů. Jeho učitelem se stal Segoe Kensaku, který o něm prohlásil, že (Go) byl génius, ale zároveň pracoval tvrději než ostatní a málokdy mu dával rady, (Go) své dovednosti rozvinul sám. Jeho výkonnostní třída byla stanovena sedmičlennou komisí složenou z Honinbó Šúsaje, 9p, Iwaasa Keie, 7p, Segoe Kensaku, 7p, Suzuki Tamejira, 7p, Kata Shina, 6p, Iwamota Kaorua, 6p a Onody Chiyotara, 6p. Komise vybrala Shinoharu Masamiho, 4p, Murašima Yošikatsua, 4p, Maeda Nobuakiho, 4p, Hashimota Utara, Onodu Chiyotara, Kitaniho Minorua, 4p a Honinbó Šúsaje, aby hráli proti Goovi. Go v prvních třech hrách porazil Shinoharu Masamiho, Honinbó Šúsaje a Murašima Yošikatsua a byl komisí posouzen jako hráč síly 3. dan. Ze zbylých partií porazil ostatní hráče krom Kitaniho.
Go se oficiálně stal součástí Nihon Ki-in v roce 1930 ve svých 16 letech. Začal se účastnit Oteai, turnaje konajícího se dvakrát ročně. Během jeho první účasti se umístil s výsledkem 7:1 na 3. místě, poražen pouze Kitanim. Druhý turnaj prošel neporažen a získal tak 1. místo. Krom peněžité ceny 300 jüanů se jeho třída zvýšila na 4. dan. Jeho další výhry mu zajistili stabilní příjem, díky kterému pomohl svým sestrám přestěhovat se z Pekingu do Tokia.

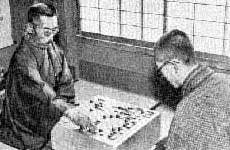
Utkání mezi Šúsajem a Go Seigenem

Roku 1933 ve svých 19 letech byl Go povýšen na 5. dan. Téhož roku zvítězil v Go turnaji sponzorovaným novinami Yomiuri, kde krom ceny za umístění získal šanci hrát proti Meidžinovi Šúsajovi. V této hře Go zahájil na pozici 3-3 (san-san), což bylo v rodině Honinbó tabu. Druhý kámen zahrál na hvězdu (hoshi) v levém dolním rohu a třetí na střed gobanu 10-10 (tengen). Tento předtím nepoužívaný druh zahájení šokoval celou go komunitu. Šúsaj dobře věděl o Goově síle, hrál opatrně a často hru přerušoval. Důsledkem bylo, že se hra natáhla na 3 měsíce až do ledna dalšího roku. Šúsaj zvítězil o 2 body. Díky častým přerušením, které měl bílý právo činit a další okolnostem hry se rozšířila pověst, že Šúsaj vyhrál díky jeho studentovi Maedovi Nobuakimu a jeho excelentnímu tahu (myoshu).
Go dosáhl 6. danu v roce 1934. Během dalších let začal mít zdravotní problémy, které mu bránili účastnit se všech svých plánovaných zápasů.
Go se v roce 1936 stal naturalizovaným Japoncem a změnil své jméno na Go Izumi. Během svého 15 měsíců trvajícího pobytu v nemocnicích a sanatoriích napsal knihu Mo Chou Collection (Mou Chou doslovně znamená Nebát se).
Go od roku 1939 sehrál sérii neobyčejných džubango zápasů proti ostatním nejlepším hráčům. Díky těmto zápasům Go přesvědčivě demonstroval výraznou převahu nad svými současníky. Go Seigen měl pouze jednoho oficiálního žáka - Rina Kaiha.

### Závěr života
V létě roku 1961 byl Go sražen motocyklem a následně hospitalizován po dva měsíce a znovu příští rok. Utrpěl poškození nervové soustavy, proto začal postupně opouštět profesionální go scénu, protože mu působilo obtíže koncentrovat se během delších her. Hrál čím dál tím méně a takřka přestal hrát roku 1964. Do důchodu oficiálně odešel až roku 1983.
Go po svém odchodu zůstal aktivním učitelem, spisovatelem a promotérem hry kolem světa. Mezi knižní díla, která vyšla na západě patří A Way of Play for the 21st Century, Modern Joseki Application Dictionary, Fuseki and Middle-game Attack a Defence a Winning a won game. Go Seigen pořádal studijní semináře s ostatními profesionálními hráči jako například O Rissei, Michael Redmond a Rui Naiwei.
V roce 1987 byl Go Seigen oceněn Řádem vycházejícího slunce za celoživotní přínos k rozvoji hry go.
Go Seigen zemřel z přirozených příčin brzo ráno 30. listopadu 2014 v nemocnici města Odawara ve věku 100 let .

## Go v populární kultuře
O Goově životě byly natočeny dva oceněné filmy. V An Unfinished Game, čínsko-japonské koprodukci z roku 1982 byl Go zpodobněn japonskou hvězdou Kenem Takakurou, který zemřel několik týdnů před smrtí Go Seigena v roce 2014. Film vyšel při příležitosti 10. výročí navázání diplomatických styků mezi Japonskem a Čínskou lidovou republikou. V roce 2006 čínský režisér Tchien Čuang-čuang o něm natočil životopisný film nazvaný Wu Qingyuan (v originále The Go Master). V hlavní roli byl obsazen Tchajwanec Chang Chen.

## Herní styl

Hra století - Go Seigen proti Honinbo Shusai

Go, podobně jako většina jeho současných hráčů, začal jako stoupenec Šúsakova zahájení. Když dosáhl 5. danu, začala jeho třída vyžadovat častější hru bílými kameny. Jelikož v této době se nepoužívalo komi, začal vědomě měnit svůj styl tak, aby se vyrovnal s přirozenou nevýhodou bílého (hru začíná hráč s černými kameny). Jeho tahy se začaly odvíjet v daleko vyšším tempu, pravidelně mu na jeho tahy stačilo o mnoho méně času než protihráči. Mezi roky 1933-1935 experimentoval se zahájeními pouze na pozicích 3-3 (san-san) a 4-4 (hoši), poté mezi roky 1936-1953 zahajoval jako černý výhradně na pozici 4-4. Všechny tyto snahy vedly k rychlejšímu zajištění rohu. Dále se více soustředil na to, kdo na konci sekvencí měl sente. Nakonec začal pěstovat svou zálibu v kontaktní hře, která mu měla zajistit iniciativu do dalších tahů. Všechny tyto aspekty jeho stylu podporovaly rychlejší pohyb kolem v rámci herního sítě, takže mohl jako první obsazovat důležité pozice.
Dále rozvíjel amorfní styl, který vedl k častým výměnám. Výsledkem byly kontaktní hry, ko souboje a také velké výměny. Po své první prohře v džubangu během 1953-1954 proti Eio Sakatovi zahrál svůj první kámen jako černý na pozici 3-4 (komoku), což bylo poprvé po necelých 17 letech. Po tomhle zlomu začal pomalu začleňovat širší paletu zahájení v rohu do jeho stylu.
Krom těchto charakteristik měl schopnost výtečně posuzovat pozice na základě přesného čtení a intuice. Kó souboj, který zahájil, prohrál jen velmi vzácně.

## Profesionální dráha
Go Seigen je běžně považován za jednoho z nejlepších hráčů Go historie a často je označován jako nejlepší hráč 20. století. Dominoval profesionálnímu Go více než čtvrt století. Udržel si výtečné zápasové skóre a opakovaně porážel všechny významné hráče jeho doby v sériích džubango, někdy i s hendikepem. Mezi poražené patřili například Kitani Minoru, Juniči Karigane, Utaro Hašimoto, Kaoru Iwamoto, Hósai Fudžisawa, Eio Sakata a Kaku Takagawa. Go prohrál pouze jedno džubango a to proti Hósajovi Fudžisawovi. Nicméně Fudžisava hrál s josen hendikepem a podařilo se mu uhrát vítězství se skóre pouze 6-4. O nějakých 10 let později mu Go oplatil ve dvou po sobě následujících džubango zápasech výraznou porážkou 7-2 a 5-1. Nutno podotknout, že tyto zápasy stejně jako většina zápasů, které Go Seigen sehrál během své kariéry, byly sehrány bez komi. Go Seigen šestkrát vyhrál Oteai a zvítězil ve speciálním šampionátu Nihon Ki-in v roce 1933.
Tabulka skóre džubango zápasů je níže.
| Opponent                                                         | Skóre | Termín hry |
| ---------------------------------------------------------------- | --- | ---------- |
| Kitani Minoru 5p                                                 | 3 - 3 (začala vyrovnaně, nedohrána potom, co byl Kitani povýšen na 6p; hendikep nezměněn)                                                                                        | 1933 - 34  |
| Kitani Minoru 7p                                                 | 6 - 4 (začala vyrovnaně, Kitani byl sražen na sen-ai-sen hendikep po 6 hrách (5-1))                                                                                              | 1939 - 40  |
| Juniči Karigane 8p                                               | 4 - 1 (začala vyrovnaně, nedohrána, aby se zabránilo případnému ztrapnění Kariganeho, jelikož ještě jedna porážka Kariganeho by pro něj znamenala hrát se sen-ai-sen hendikepem) | 1941 - 42  |
| Fudžisawa Kuranosuke 6p, později přejmenován na Hósaje Fudžisawu | 4 - 6 (rozehrána s josen hendikepem na straně Fudžisawy; hendikep nezměněn) | 1942 - 44  |
| Hašimoto Utaro 8p                                                | 6 - 3 - 1 (začala vyrovnaně, Hašimoto byl sražen na sen-ai-sen hendikep po 8 hrách (6-2))                                                                                        | 1946 - 48  |
| Iwamoto Kaoru 8p                                                 | 7 - 2 - 1 (začala vyrovnaně, Iwamoto byl sražen na sen-ai-sen hendikep po 6 hrách (5-1))                                                                                         | 1948 - 49  |
| Proti týmu 10 hráčů                                              | 8 - 1 - 1 (toto byl zápas o 10 hrách, ale nebyl to džubango) | 1949 - 50  |
| Hašimoto Utaro 8p                                                | 5 - 3 - 2 (rozehrána s sen-ai-sen hendikepem na straně Hašimota, hendikep nezměněn)                                                                                              | 1950 - 51  |
| Hósai Fudžisawa 9p                                               | 7 - 2 - 1 (začala vyrovnaně, Fudžisawa byl sražen na sen-ai-sen hendikep po 9 hrách (6-2-1))                                                                                     | 1951 - 52  |
| Hósai Fudžisawa 9p                                               | 5 - 1 (nedohrána poté, co byl Fudžisawa sražen ze sen-ai-sen hendikepu na josen hendikep)                                                                                        | 1952 - 53  |
| Sakata Eio 8p                                                    | 6 - 2 (nedohrána poté, co byl Sakata sražen ze sen-ai-sen hendikepu na josen hendikep)                                                                                           | 1953 - 54  |
| Takagawa Kaku 8p                                                 | 6 - 4 (začala vyrovnaně, Takagawa byl sražen na sen-ai-sen hendikep po 8 hrách(6-2))                                                                                             | 1955 - 56  |

## Teorie hry
Kitani Minoru a Go Seigen v roce 1933 rozvinuli a zpopularizovali nový způsob zahajování hry šinfuseki (tj. nové fuseki). Díky tomuto příspěvku do teorie zahajování hry, který se liší od tradičních zahájení partií, jsou Go Seigen a Minoru Kitani uznávání jako zakladatelé moderního go.

## Vyznamenání
- Řád vycházejícího slunce III. třídy – 1987